# 大气科学
大气科学研究大气的结构、组成、物理现象、化学反应、运动规律，是地球科学的一个分支。研究对象主要是地球以及太阳系其他行星的大气圈。大氣研究的時空範圍很廣，空間尺度從一個城市、区域向全球擴展，研究的時間尺度則從幾天到幾年，以至幾十年不等。大气科学研究的對象主要是對流層和平流層。平流层以上的大气层由于带电粒子的存在，以及受到宇宙中各种辐射的影响而具有特殊性，一般归于空间物理和空间天气学研究，或称高层大气物理学。
大气科学研究的手段有現場觀測、遙測、和數值模擬等。常用观测仪器有人造卫星、探空火箭、探空气球、无线电探空仪、雷达、激光等。
该领域的早期先驱有理查德·阿斯曼、莱昂·德·波尔、威廉·皮耶克尼斯、卡尔-古斯塔夫·罗斯贝、吉尔伯特·沃克、雅各布·皮耶克尼斯等人。

## 大气动力学
大气动力学涉及观测研究以及关于具有气象学重要性的运动系统的理论 。这些系统包括雷暴，龙卷风，重力波，热带气旋，温带气旋，急流，和全球规模的环流。大气动力学研究的目标是用基本的物理原理解释所观测到的环流。这些研究的目标包括改善天气预报，发展预报季节和年际气候波动的方法和理解人为扰动（例如，增加二氧化碳浓度或臭氧层耗竭）与全球气候的内在关系。

## 大气物理学
大气物理学是物理学在大气研究中的应用。大气物理学家们试图通过利用流体流动方程、化学模型、辐射平衡以及大气和深层海洋的能量传输过程，模拟地球和其他行星的大气层。为了模拟天气系统，大气物理学家利用散射理论、波的传播模式、云物理学、统计力学和空间统计学的原理，而这些原理是高度数学化和物理相关的。大气物理学与气象学和气候学都有密切联系，还涵盖设计和建造用于研究大气的仪器，以及对它们提供的数据的解释。
英国大气研究是由气象局支持的。美国国家海洋和大气管理局（NOAA）的各司监督研究项目和涉及大气物理的天气模拟。美国国家天文学和电离层中心还开展高层大气研究。
地磁场、太阳风与大气层相互作用，形成电离层、范艾伦辐射带、大地电流与辐射能。

## 大气测量学
主要研究课题为大气观测指标和具体方法。大气测量的主要指标包括温度、气压、湿度、风力四个要素，此外还有能见度、日照时数、辐射总量、云量等等诸多项目。

## 大气化学

空氣污染物在大氣中的傳遞及沉降。

大气科学是对地球及其他行星大气进行研究的一门科学。这是一个多学科研究领域，需要借鉴环境化学、物理学、气象学、计算机模拟、海洋学、地质学、火山学以及其他学科，並涉及光化學、均相非均相反應動力學、大氣擴散理論、痕量分析化學等領域；不僅研究大氣的化學反應，還要研究大氣成分複雜的物理化學過程。
大气组成及其化学是很重要的，主要是因为大气层和生物体之间的相互作用。地球大气层的组成已经被人类活动所改变，其中一些变化对人类健康、农作物和生态系统有害。大气化学要解决的问题诸如酸雨、光化学烟雾和全球变暖。大气化学意在了解导致这些问题的原因，并通过对这些问题的理论理解，使可能的解决方案得到检验，并对政府政策变化的影响进行评估。

## 綜觀天氣學
主要研究对象与日常天气现象相关，对天气预报至关重要。研究方法包括数学物理推导、天气图、统计等等。

## 高层大气物理学
高层大气物理学主要研究地球的高层大气——即平流层顶以上的大气层——以及其他星球大气的相应区域。后者的整个大气层可能只对应地球高层大气或其中一部分。作为大气化学和大气物理学的一个分支，高层大气物理学与气象学并不相同，后者侧重于研究平流层以下的大气现象。高层大气物理学研究的大气区域内，最重要的物理现象是电离。

## 大气环境
研究课题包括大气污染及其治理，人类活动对大气物质成分带来的影响等等。

## 气候学

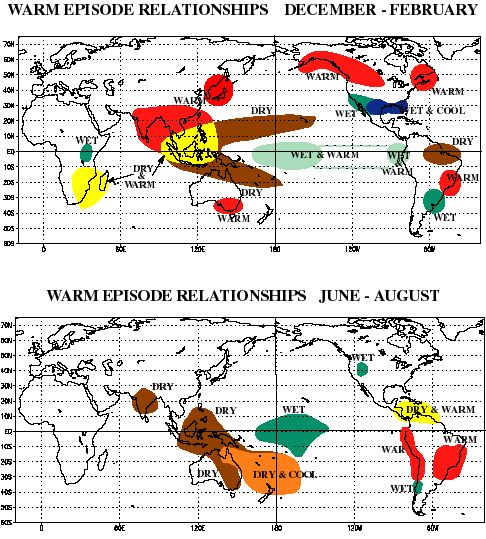
温暖ENSO事件（即厄尔尼诺）的区域性影响。

相对于研究短期天气系统数周的天氣學而言，气候学則主要研究這些系統發生的頻率與趨勢。气候学关注从多年直至千年的天气事件的周期性，以及与大气条件相关的长期天气平均模式。 气候学家的研究包括：局地或区域或全球自然气候、导致气候变化的自然和人为因素。气候学基本观点是过去的气候状况能够帮助预报未来的气候变化。
气候学关注的气候现象包括大气边界层、环流模式、传热（辐射、对流和潜热）、海气相互作用和地貌（特别是植被，土地使用和地形） 、大气化学组成和物理结构。相关学科包括天体物理学，大气物理学，化学，生态学，地质学，地球物理学，冰川学，水文学，海洋学，和火山学等。

## 海气相互作用
研究海洋表层与大气之间的复杂相互作用。经典的研究课题包括厄尔尼诺-南方涛动、马丹-朱利安振荡等。

## 其他行星大气

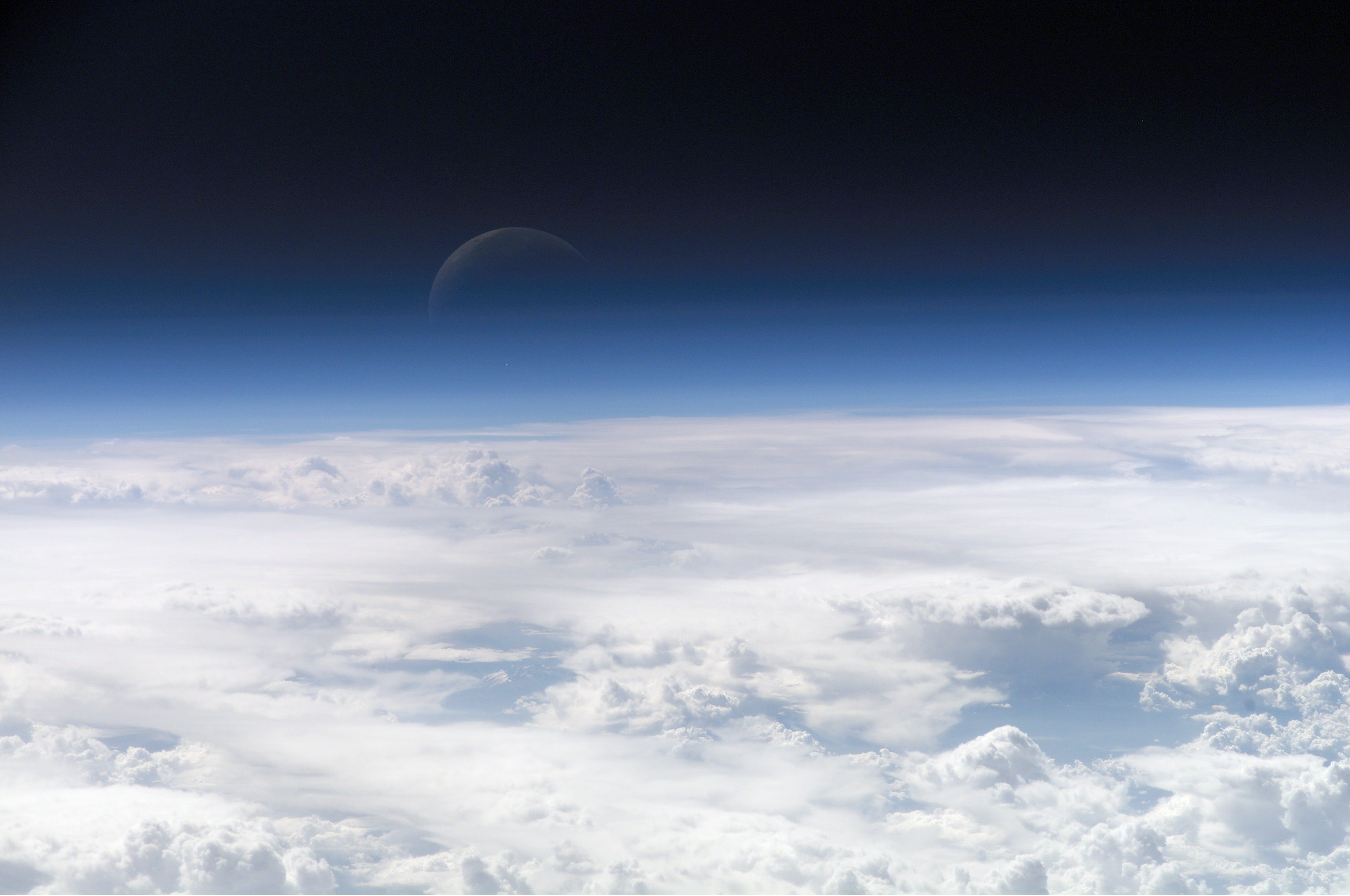
地球大气层

太阳系所有行星都有大气层。这是因为它们的引力足够强，足以使气态的粒子靠近其表面。较大的气态巨行星的质量足以使大量氢氦等轻质气体维持在附近，而较小的行星则会将这些气体流失到太空中。地球大气层的组成与其他行星不同，这是因为地球上各种生命过程引入了自由分子氧。水星的大气层大部分已经被太阳风吹走。唯一一个保有浓厚大气层的卫星是土卫六。海卫一也有一层薄大气，月球也有大气层存在的踪迹。
行星大气层收到来自太阳或其内部的不同程度的能量影响，催生了不同的天气系统，如热带气旋（地球）、沙尘暴（火星）、木星上地球大小的反气旋风暴（即“大红斑”），还有大暗斑（海王星）。系外行星HD 189733 b据称也拥有这样一套天气系统，与大红斑相似，但面积比它大一倍。
热木星受到强烈恒星辐射，其大气层因而流失到太空中，很像彗星的尾巴。这些行星的昼夜温差可能极大，因而产生超音速的风，不过HD 189733b的昼夜温差似乎不大，这说明其大气层有效地重新分配了恒星能量。

### 引用
1. ↑  University of Washington. Atmospheric Dynamics. （页面存档备份，存于） Retrieved on 1 June 2007.
2. ↑  Brasseur, Guy. . Springer. 1984: xi. ISBN 978-94-009-6403-7.
3. ↑  Sheppard, S. S.; Jewitt, D.; Kleyna, J. . The Astronomical Journal. 2005, 129 (1): 518–525. Bibcode:2005AJ....129..518S. arXiv:astro-ph/0410059 . doi:10.1086/426329.
4. ↑  Zeilik, Michael A.; Gregory, Stephan A.  4th. Saunders College Publishing. 1998: 67. ISBN 0-03-006228-4.
5. ↑  Hunten D. M., Shemansky D. E., Morgan T. H. (1988), The Mercury atmosphere, In: Mercury (A89-43751 19–91). University of Arizona Press, pp. 562–612
6. ↑  Harvey, Samantha. . NASA. 2006-05-01  [2007-09-09]. （原始内容存档于2007-08-08）.
7. 1 2  Knutson, Heather A.; Charbonneau, David; Allen, Lori E.; Fortney, Jonathan J. . Nature. 2007, 447 (7141): 183–6. Bibcode:2007Natur.447..183K. PMID 17495920. arXiv:0705.0993 . doi:10.1038/nature05782. (Related press release （页面存档备份，存于）)
8. ↑  Weaver, D.; Villard, R. . University of Arizona, Lunar and Planetary Laboratory (Press Release). 2007-01-31  [2007-08-15]. （原始内容存档于2007-08-08）.
9. ↑  Ballester, Gilda E.; Sing, David K.; Herbert, Floyd. . Nature. 2007, 445 (7127): 511–4. Bibcode:2007Natur.445..511B. PMID 17268463. doi:10.1038/nature05525. hdl:10871/16060 .
10. ↑  Harrington, Jason; Hansen, Brad M.; Luszcz, Statia H.; Seager, Sara. . Science. 2006, 314 (5799): 623–6. Bibcode:2006Sci...314..623H. PMID 17038587. arXiv:astro-ph/0610491 . doi:10.1126/science.1133904. (Related press release （页面存档备份，存于）)